# Будзув (Малопольське воєводство)
Будзув (пол. Budzów) — село в Польщі, у гміні Будзув Суського повіту Малопольського воєводства.
Населення — 2742 особи (2011).
У 1975—1998 роках село належало до Бельського воєводства.

## Географія
У селі річка Дрощина впадає у Палечку.

## Демографія
Демографічна структура станом на 31 березня 2011 року:
|          | Загалом | Допрацездатний вік | Працездатний вік | Постпрацездатний вік |
| -------- | ------- | ------------------ | ---------------- | -------------------- |
| Чоловіки | 1337    | 364                | 873              | 100                  |
| Жінки    | 1405    | 350                | 792              | 263                  |
| Разом    | 2742    | 714                | 1665             | 363                  |